# Ferenc Mádl
Ferenc Mádl (n. 29 ianuarie 1931, Bánd, Veszprém - d. 29 mai 2011, Budapesta) a fost un om politic maghiar, jurist, laureat al Premiului Kossuth, profesor universitar, membru al Academiei Maghiare de Științe, cercetător al dreptului economic internațional și al dreptului civil comparat. Între 1990 și 1993 a fost ministru fără portofoliu, între 1993 și 1994 ministru al culturii și educației publice, el a fost președinte al Ungariei în perioada 4 august 2000-5 august 2005.

## Biografie
Ferenc Mádl s-a născut într-o familie germană din Ungaria. A studiat științele juridice la Universitatea Eötvös Lorand din Budapesta, unde în 1955 a obținut diploma de jurist. Între 1962 și 1963 a studiat la Institutul de Drept Comparat de la Universitatea din Strasbourg.
În 1964 a devenit candidat la grad academic în politică și drept, în 1974 a primit doctoratul de jurist cu dizertația Compania și competiția economică în dreptul de integrare economică europeană. 
În 1987 a fost ales ca membru corespondent al academiei de știință ungară, în 1993 a devenit membru deplin al academiei.
În activitatea sa științifică s-a preocupat în primul rând de materia dreptului civil, a dreptului internațional privat și a dreptului european.
Mádl a fost secretarul de calificări științifice între 1984 și 1990, din 1985 a devenit membru academiei Harvard în domeniul legii internaționale de comerț. Din 1988 membru la institutul UNIDROIT internațional din Roma în domeniul unificării de legi private. În 1989 a fost numit ca jurist la centrul juridic internațional din Washington, D.C. la curtea juridică de selectare pentru state și investitori străini.
Ferenc Mádl a predat la numeroase universități străine ca profesor invitat. Mádl a publicat mai multe studii și lucrări de specialitate.
A fost căsătorit cu Dalma Némethy.

## Cariera profesională
Din 1955 a fost secretar în curtea justiții, între 1956 și 1971 a lucrat ca politician în domeniul justiției și raportor al Academiei Maghiare de Știință (biroul central). Ulterior a fost promovat ca șefu al departamentului academic. Între 1972 și 1980 a fost membru la institutul academic de lege și politică, din 1978 și până în 1985 a fost directorul unui institut științific.
Mádl a devenit director al facultății de drept internațional privat din cadrul Universității din Budapesta. 
Din 23 mai 1990 până în 22 februarie 1993 a fost ministru fără portofoliu în guvernul József Antall (primul ministru al Ungariei din epoca democrată). A supervizat Academia Ungară de Știință și a servit ca ministru de justiție.
Între 22 februarie 1993 și 15 iulie 1994 a fost ministru al culturii.
În 15 martie 1999 a primit premiul István Széchenyi.
În același an, în luna septembrie, a fost distins de Franța cu ordinul Legiunea de Onoare.
În 3 mai 2000 a fost nominalizat de partidul FIDESZ și FKGP pentru poziția de președinte al Republicii Ungare, Mádl a acceptat, Parlamentul Ungar l-a ales ca președinte al Ungariei pe data 4 august 2000.